# Čierny Balog
Pour les articles homonymes, voir Balog.
Čierny Balog (allemand : Schwarzseifen, hongrois : Feketebalog) est un village de Slovaquie situé dans la région de Banská Bystrica.

## Histoire
Première mention écrite du village en 1863.

## Démographie

### Évolution de la population
| Année:               | 1994. | 2004.   | 2014.   | 2024.   |
| -------------------- | ----- | ------- | ------- | ------- |
| Nombre de personnes: | 5109  | 5155    | 5185    | 4916    |
| Différence:          |       | +0,90 % | +0,58 % | -5,18 % |

| Année:               | 2023. | 2024.   |
| -------------------- | ----- | ------- |
| Nombre de personnes: | 4947  | 4916    |
| Différence:          |       | -0,62 % |

## Patrimoine
Un chemin de fer forestier à écartement étroit de 760 mm le Čiernohronská železnica passe par le village.